# Journal des Voyages
Journal des Voyages et des aventures de terre et de mer, més conegut com a Journal des Voyages va ser una publicació escrita creada a París, França, el 1877 i la seva distribució va durar fins a l'any 1949.

## Història
En un context social i polític on França havia sortit del Segon Imperi i estava passant per la Tercera República, es trobava en plena cursa colonial contra altres potències europees intentant abastar al major nombre de països i que va portar al Repartiment d'Àfrica. En poc temps, França va ser una de les més grans potències en territori africà amb nombroses colònies i protectorats sota el seu control o influència. Durant aquesta primera època, a països com França les històries que giraven al voltant o que s'inspiraven en les colònies, conquestes, viatges i aventures, gaudien d'un gran èxit i cada vegada atreien més escriptors com Pierre Loti, René Maran, Jean Tharaud, Jérôme Tharaud i l'explorador i escriptor Armand Dubarry entre d'altres i aquest últim, acabant per treballar per a aquesta publicació. Amb aquest auge d'interès, el 10 de juliol de 1877 es va publicar el primer tom titulat del que arribaria a ser una de les principals publicacions d'aventures de l'època, el Journal des Voyages, a un preu inicial de 10 cèntims.
La publicació estava entre guia de viatges fantàstics i el relat d'historietes, cosa que per a una època on viatjar només estava a mans d'una petita elit, aquesta narració fantàstica d'històries en un món per explorar albergador de secrets, territoris i fauna desconeguda cridava molt l'atenció, acabant per implementar ràpidament en la societat. El 1911, la publicació gaudia d'una gran popularitat i en la seva idea de seguir estenent-se, va col·laborar en la creació oficial del moviment d'escoltisme, que posteriorment es convertiria en Éclaireurs de France, aportant mitjans i materials informatius que, des de la línia editorial de la publicació, no solament es mostrava a favor de colonialisme sinó que segons el mateix director en cap, Paul Charpentier, creia clau «mobilitzar les noves generacions cap a l'aventura imperial i la defensa de l'Imperi [Francès]», fent que suposés convertir-se en una publicació molt llegida pels adolescents de l'època.
Tots els volums van ser arxivats a la Biblioteca Nacional de França i posteriorment escanejats per a la consulta mitjançant la plataforma pública Gallica.

## Disseny

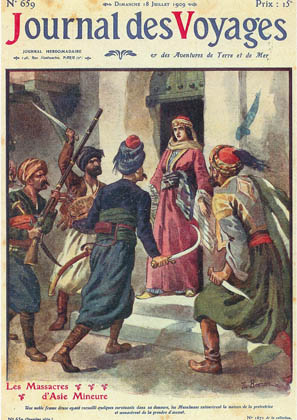
Portada en color del número 659 del Journal des Voyages (1909)

Les portades tenien com a principal element un gravat en blanc i negre que ocupava de manera gairebé completa la portada i posteriorment, es va començar a emprar el color. En la primeres edicions en blanc i negre, la imatge tenia tota la importància, deixant el títol en un segon pla, mentre que amb l'arribada del color, va passar se li va donar un tracte molt important a la descripció. Aquestes imatges, des de la primera època en blanc i negre, sempre van buscar l'impacte visual, moltes vegades exagerant situacions que es podrien donar o haver donat en els relats comptats a les seves pàgines. Per al primer volum de 1877, es va elaborar un gravat que representava a diversos homes que estaven lligats a diferents arbres per de pitons gegants, amb intenció de devorar-los.

### Il·lustradors destacats
- Clérice Frères
- Paul Crampel
- Damblans
- Jules Férat
- Frédéric Régamey
- Édouard François Zier

### Escriptors destacats
- Armand Dubarry
- Louis-Henri Boussenard
- Charles Canivet
- Jules Claretie
- Émile Driant
- Paul d'Ivoi
- Pierre Moulin du Coudray de La Blanchère
- Louis Alexandre Antoine Mizon
- Louis-Xavier de Ricard
- René Thévenin
- Victor Tissot
- Jules Trousset
- Paul Vigné d'Octon
- Gustave de Wailly